# Grugliasco
Grugliasco (en français Gruillasque) est une ville italienne de la ville métropolitaine de Turin, dans la région du Piémont.

## Économie
Le carrossier Pininfarina possède une usine dans cette commune.

## Administration
| Période                                  | Période  | Identité       | Étiquette | Qualité       |
| ---------------------------------------- | -------- | -------------- | --------- | ------------- |
| 29 mai 2007                              | En cours | Marcello Mazzù |           | centre-gauche |
| Les données manquantes sont à compléter. |          |                |           |               |

### Hameaux
Gerbido, Borgata Lesna, Borgata Quaglia, Borgata Paradiso, Borgata Fabbrichetta.

### Communes limitrophes
Turin, Collegno, Rivoli.

## Jumelage
- Échirolles (France).